# Bernard Tomic
Bernard Tomic (født 21. oktober 1992 i Stuttgart, Tyskland) er en australsk tennisspiller, der blev professionel i 2009. Han har, pr. maj 2009, endnu ikke vundet nogen ATP-turneringer. Som kun 16-årig debuterede han i 2009 i Grand Slam-sammenhæng ved at nå 2. runde i Australian Open.
Tomic er 190 cm. høj og vejer 77 kilo.